# Copa Pan-Americana de Voleibol Feminino de 2021
O Copa Pan-Americana de Voleibol Feminino de 2021 foi a 19ª edição do torneio organizado pela NORCECA, realizado no período de 11 a 20 de setembro com as partidas realizadas no Palacio del Voleibol Ricardo Glorivi Arias na capital da República Dominicana, Santo Domingo. Seis equipes participam do torneio, sendo que as cinco primeiras se classificarão para os Jogos Pan-Americanos de 2023 e acumulando pontos para o Ranking Mundial da FIVB.
A anfitriã, a República Dominicana, obteve seu quinto título ao vencer o estreante em final, o México, sendo a primeira medalha das mexicanas na história do torneio; e o pódio foi completado com os Estados Unidos que derrotou na disputa pelo terceiro lugar o Canadá. A atacante Prisilla Rivera foi nomeada pela segunda vez a melhor jogadora da competição (MVP), além de ser a melhor atacante da competição, conquistas que marcam sua aposentadoria da seleção, após 20 anos de carreira representando seu país.

## Seleções participantes
As seguintes seleções são participantes da Copa Pan-Americana de Voleibol Feminino de 2021:
| Equipe               | Última participação |
| -------------------- | ------------------- |
| República Dominicana | (Sede), 2º em 2019  |
| Canadá               | 6º em 2019          |
| Cuba                 | 8º em 2019          |
| Estados Unidos       | 1º em 2019          |
| México               | 9º em 2019          |
| Porto Rico           | 4º em 2019          |

## Formato da disputa
O torneio é dividido em duas fases: fase classificatória e fase final. Na fase preliminar as 6 equipes participantes dispostas no grupo único com um sistema de todos contra todos e as equipes foram classificadas de acordo com os seguintes critérios:
1. Maior número de partidas ganhas.
2. Maior número de pontos obtidos, que são concedidos da seguinte forma:
  - Partida com resultado final 3-0: 5 pontos para o vencedor e 0 pontos para o perdedor.
  - Partida com resultado final 3-1: 4 pontos para o vencedor e 1 pontos para o perdedor.
  - Partida com resultado final 3-2: 3 pontos para o vencedor e 2 pontos para o perdedor.
3. Proporção entre pontos ganhos e pontos perdidos (razão de pontos).
4. Proporção entre os sets ganhos e os sets perdidos (relação Sets).
5. Se o empate persistir entre duas equipes, a prioridade é dada à equipe que venceu a última partida entre as equipes envolvidas.
6. Se o empate persistir entre três equipes ou mais, uma nova classificação será feita levando-se em conta apenas as partidas entre as equipes envolvidas.

As quatro primeiras colocadas se enfrentam nas semifinais e as duas ultimas colocadas definem a quinta posição. As vencedoras das semifinais disputam o título na grande final e as perdedoras disputam o terceiro lugar.

## Fase classificatória

### Grupo único
|     |                      |     | Jogos | Jogos | Jogos | Resultados | Resultados | Resultados | Resultados | Resultados | Resultados | Sets | Sets | Sets  | Pontos | Pontos | Pontos |
| Pos | Equipe               | Pts | T     | V     | D     | 3–0        | 3–1        | 3–2        | 2–3        | 1–3        | 0–3        | V    | P    | R     | V      | P      | R      |
| --- | -------------------- | --- | ----- | ----- | ----- | ---------- | ---------- | ---------- | ---------- | ---------- | ---------- | ---- | ---- | ----- | ------ | ------ | ------ |
| 1   | República Dominicana | 25  | 5     | 5     | 0     | 5          | 0          | 0          | 0          | 0          | 0          | 15   | 0    | MAX   | 375    | 237    | 1.582  |
| 2   | Estados Unidos       | 19  | 5     | 4     | 1     | 3          | 1          | 0          | 0          | 0          | 1          | 12   | 4    | 3.000 | 376    | 320    | 1.175  |
| 3   | México               | 11  | 5     | 3     | 2     | 0          | 1          | 2          | 0          | 1          | 1          | 10   | 11   | 0.909 | 448    | 452    | 0.991  |
| 4   | Canadá               | 12  | 5     | 2     | 3     | 2          | 0          | 0          | 1          | 0          | 2          | 8    | 9    | 0.889 | 360    | 341    | 1.056  |
| 5   | Cuba                 | 6   | 5     | 1     | 4     | 0          | 1          | 0          | 1          | 0          | 3          | 5    | 13   | 0.385 | 320    | 415    | 0.771  |
| 6   | Porto Rico           | 2   | 5     | 0     | 5     | 0          | 0          | 0          | 0          | 2          | 3          | 2    | 15   | 0.133 | 295    | 409    | 0.721  |

Resultados
| Data   | Hora  |                          | Placar |                | Set 1 | Set 2 | Set 3 | Set 4 | Set 5 | Total | Relatório |
| ------ | ----- | ------------------------ | ------ | -------------- | ----- | ----- | ----- | ----- | ----- | ----- | --------- |
| 13 set | 15:00 | Porto Rico               | 0–3    | ' Canadá'      | 17-25 | 16-25 | 18-25 |       |       | 51–0  | 51-75     |
| 13 set | 17:00 | ' Estados Unidos '       | 3–1    | México         | 21-25 | 25-17 | 26-24 | 29-27 |       | 101–0 | 101-93    |
| 13 set | 19:00 | ' República Dominicana ' | 3–0    | Cuba           | 25-17 | 25-12 | 25-20 |       |       | 75–0  | 75-49     |
| 14 set | 15:00 | Cuba                     | 0–3    | ' Canadá'      | 11-25 | 14-25 | 10-25 |       |       | 35–0  | 35-75     |
| 14 set | 17:00 | ' Estados Unidos '       | 3–0    | Porto Rico     | 25-19 | 25-14 | 25-17 |       |       | 75–0  | 75-50     |
| 14 set | 19:00 | ' República Dominicana ' | 3–0    | México         | 25-22 | 25-12 | 25-17 |       |       | 75–0  | 75-51     |
| 15 set | 15:00 | Cuba                     | 2–3    | ' México'      | 25-22 | 24-26 | 25-17 | 16-25 | 10-15 | 100–0 | 100-105   |
| 15 set | 17:00 | ' Estados Unidos '       | 3–0    | Canadá         | 25-22 | 25-16 | 25-18 |       |       | 75–0  | 75-56     |
| 15 set | 19:00 | ' República Dominicana ' | 3–0    | Porto Rico     | 25-11 | 25-10 | 25-20 |       |       | 75–0  | 75-41     |
| 16 set | 15:00 | ' México '               | 3–1    | Porto Rico     | 19-25 | 25-15 | 25-13 | 25-15 |       | 94–0  | 94-68     |
| 16 set | 17:00 | ' Estados Unidos '       | 3–0    | Cuba           | 25-11 | 25-18 | 25-17 |       |       | 75–0  | 75-46     |
| 16 set | 19:00 | ' República Dominicana ' | 3–0    | Canadá         | 25-11 | 25-15 | 25-20 |       |       | 75–0  | 75-46     |
| 17 set | 15:00 | Porto Rico               | 1–3    | ' Cuba'        | 25-15 | 21-25 | 20-25 | 19-25 |       | 85–0  | 85-90     |
| 17 set | 17:00 | Canadá                   | 2–3    | ' México'      | 24-26 | 25-22 | 22-25 | 25-17 | 12-15 | 108–0 | 108-105   |
| 17 set | 19:00 | ' República Dominicana ' | 3–0    | Estados Unidos | 25-22 | 25-15 | 25-13 |       |       | 75–0  | 75-50     |

## Fase final

### Chaveamento final
|  | Semifinais |                      |            |  |    |                      |                |          |
|  | A2         | Estados Unidos       | 1          |  |    |                      |                |          |
|  | A3         | México               | 3          |  |    | Final                | Final          | Final    |
|  |            |                      |            |  |    | A3                   | México         | 0        |
|  | Semifinais | Semifinais           | Semifinais |  | A1 | República Dominicana | 3              |          |
|  | A1         | República Dominicana | 3          |  |    |                      |                |          |
|  | A4         | Canadá               | 0          |  |    | 3° lugar             | 3° lugar       | 3° lugar |
|  |            |                      |            |  |    | A2                   | Estados Unidos | 3        |
|  |            |                      |            |  |    | A4                   | Canadá         | 0        |

### Quinto lugar
Resultado
| Data   | Hora  |          | Placar |            | Set 1 | Set 2 | Set 3 | Set 4 | Set 5 | Total | Relatório |
| ------ | ----- | -------- | ------ | ---------- | ----- | ----- | ----- | ----- | ----- | ----- | --------- |
| 18 set | 15:00 | ' Cuba ' | 3–0    | Porto Rico | 25-19 | 25-23 | 25-20 |       |       | 75–0  | 75-62     |

### Semifinais
Resultados
| Data   | Hora  |                          | Placar |           | Set 1 | Set 2 | Set 3 | Set 4 | Set 5 | Total | Relatório |
| ------ | ----- | ------------------------ | ------ | --------- | ----- | ----- | ----- | ----- | ----- | ----- | --------- |
| 18 set | 17:00 | Estados Unidos           | 1–3    | ' México' | 25-22 | 21-25 | 23-25 | 19-25 |       | 88–0  | 88-97     |
| 18 set | 19:00 | ' República Dominicana ' | 3–0    | Canadá    | 25-15 | 25-20 | 25-21 |       |       | 75–0  | 75-56     |

### Terceiro lugar
Resultado
| Data   | Hora  |                | Placar |        | Set 1 | Set 2 | Set 3 | Set 4 | Set 5 | Total | Relatório |
| ------ | ----- | -------------- | ------ | ------ | ----- | ----- | ----- | ----- | ----- | ----- | --------- |
| 19 set | 17:00 | Estados Unidos | 3-0    | Canadá | 26-24 | 25-17 | 25-17 |       |       | 76–0  | 76-58     |

### Final
Resultado
| Data   | Hora  |        | Placar |                      | Set 1 | Set 2 | Set 3 | Set 4 | Set 5 | Total | Relatório |
| ------ | ----- | ------ | ------ | -------------------- | ----- | ----- | ----- | ----- | ----- | ----- | --------- |
| 19 set | 19:00 | México | 0–3    | República Dominicana | 15–25 | 21–25 | 14–25 |       |       | 50–75 | P2P3      |